# Alfred A. Cohn
Alfred A. Cohn (født 26. marts 1880, død 3. februar 1951) var en amerikansk forfatter, journalist,  Politichef og manuskriptforfatter i 1920'erne og 1930'erne. Han er bedst kendt for sit arbejde på Jazzsangeren for hvilken han blev nomineret til en Oscar for bedste filmatisering i den første oscaruddeling i 1929. 
Cohn blev født i Freeport, Illinois men flyttede senere til Cleveland, Ohio, hvor han begyndte at arbejde som avisredaktør og journalist. Derefter flyttede han til Galveston, Texas, hvor han ledede en avis.
I 1920'erne flyttede han til Los Angeles, Californien, og begyndte at arbejde som tekstforfatter, først mellemtekster til stumfilm og senere manuskripter og filmatiseringer.
Jazzsangeren, en af de første spillefilm med lyd, baseret på et skuespil og en novelle af Samson Raphaelson, førte til hans første og eneste Oscar. I denne periode var han en produktiv forfatter og skrev mere end 100 manuskripter, hvoraf ca. 40 blev produceret til film.
I 1930'erne trak han sig tilbage som manuskriptforfatter og blev udnævnt til politichef i Los Angeles, og fortsatte med at skrive noveller. Han døde i 1951 af en hjertesygdom.